# والتر فرانسیس وایت
والتر فرانسیس وایت (انگلیسی: Walter Francis White; ۱ ژوئیهٔ ۱۸۹۳ – ۲۱ مارس ۱۹۵۵) یک فعال حقوق مدنی و سیاسی آفریقایی-آمریکایی بود که در طول تقریباً یک ربع قرن، ۱۹۳۱–۱۹۵۵، انجمن ملی پیشرفت رنگین‌پوستان (NAACP) را رهبری کرد.
والتر همچنین رمان‌نویس، روزنامه‌نگار، و مقاله‌نویس بود.
وی برندهٔ جوایزی همچون کمک‌هزینه گوگنهایم و نشان اسپینگارن شده‌است.

## فعالیت‌ها

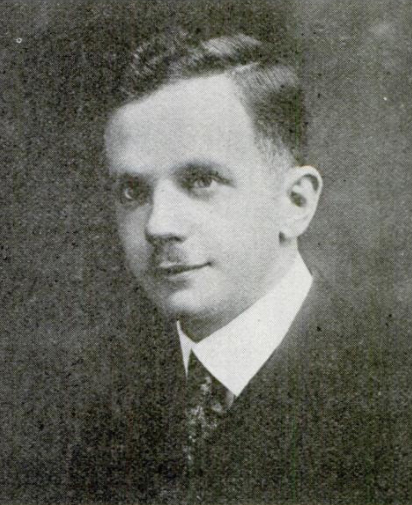
والتر فرانسیس وایت در ۱۹۱۸

او چالش‌های قانونی علیه تبعیض نژادی و برای حق رای سیاهپوستان آمریکا را رهبری کرد.
والتر فرانسیس وایت در سال ۱۹۱۶ از دانشگاه آتلانتا (در حال حاضر دانشگاه کلارک آتلانتا)، که کالج تاریخی سیاه پوستان است، فارغ‌التحصیل شد.
در سال ۱۹۱۸، او با دعوت جیمز ولتون جانسون به انجمن ملی پیشرفت رنگین پوستان NAACP در نیویورک پیوست. به عنوان دستیار وزیر امور خارجه جانسون به جنوب آمریکا سفر کرد تا در مورد اعدام با گیوتین (لینچ‌کردن) و شورش‌ها تحقیق کند … وایت بعد از جانسون ریاست انجمن ملی پیشرفت رنگین پوستان را بدست گرفت و از سال ۱۹۳۱ تا ۱۹۵۵ در این منصب بود.

## جوایز و افتخارات
- ۱۹۲۷ - وایت برای نگارش کتاب «طناب و ظلم» جایزه بنیاد ویلیام ای هارمون را دریافت کرد.
- ۱۹۳۷ - نشان اسپینگارن توسط NAACP، برای موفقیت‌هایی که به عنوان یک آفریقایی آمریکایی کسب کرده بود.
- ۲۰۰۲ - مولوی کیت آستانه او را در لیست ۱۰۰ تن از بزرگترین شخصیتهای آفریقایی آمریکایی فهرست کرد.[۱]
- ۲۰۰۹ - وایت به عضویت تالار مشاهیر ایالت جرجیا منصوب شد.[۲]

## کتاب‌ها
- Cortner, Richard, A Mob Intent on Death, شابک ‎۰−۸۱۹۵−۵۱۶۱−۹.
- Kluger, Richard. Simple Justice, شابک ‎۰−۳۹۴−۷۲۲۵۵−۸.